# شمشیربال دم‌دراز
شمشیربال دم‌دراز (نام علمی: Campylopterus excellens) نام یک گونه از تیره مگس‌مرغ است. معمولاً زیرگونه ای از Campylopterus pampa در نظر گرفته می‌شود، ولی هم تنه و هم دمش بزرگتر است. بومی جنگل‌های نمناک منطقه پیرامونی Isthmus of Tehuantepec در مکزیک است. خطر نابودی زیستگاه او را تهدید می‌کند.